# Dâlga-Gară
Dâlga-Gară – wieś w Rumunii, w okręgu Călărași, w gminie Dor Mărunt. W 2011 roku liczyła 1449 mieszkańców.